# Bâtiment conventuel de Lautenbach
Le bâtiment conventuel de Lautenbach est un monument historique situé à Lautenbach, dans le département français du Haut-Rhin.

## Localisation
Ce bâtiment est situé aux 49-51, rue Principale à Lautenbach.

## Historique
L'édifice fait l'objet d'un classement au titre des monuments historiques depuis 1994.

## Architecture

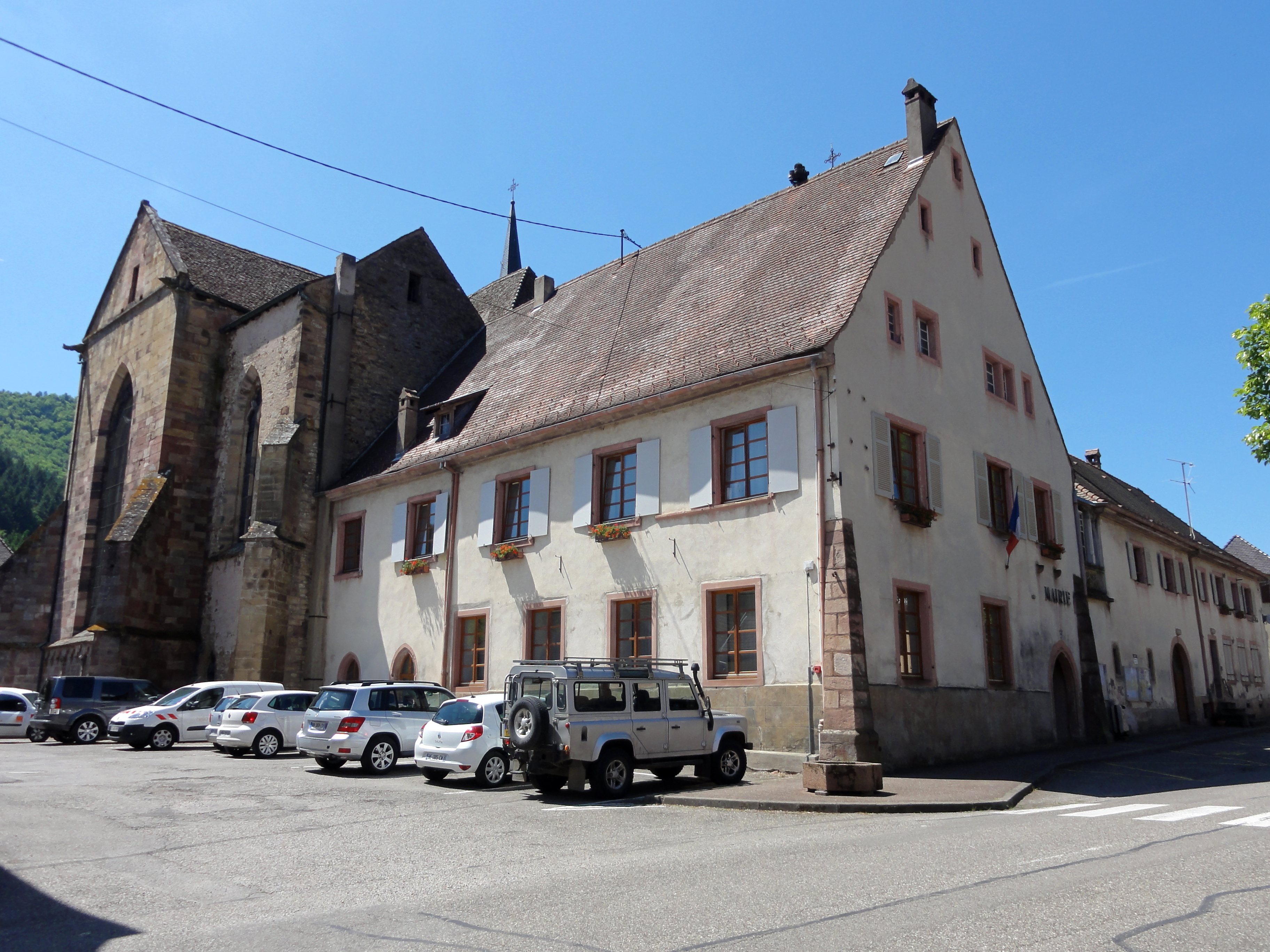
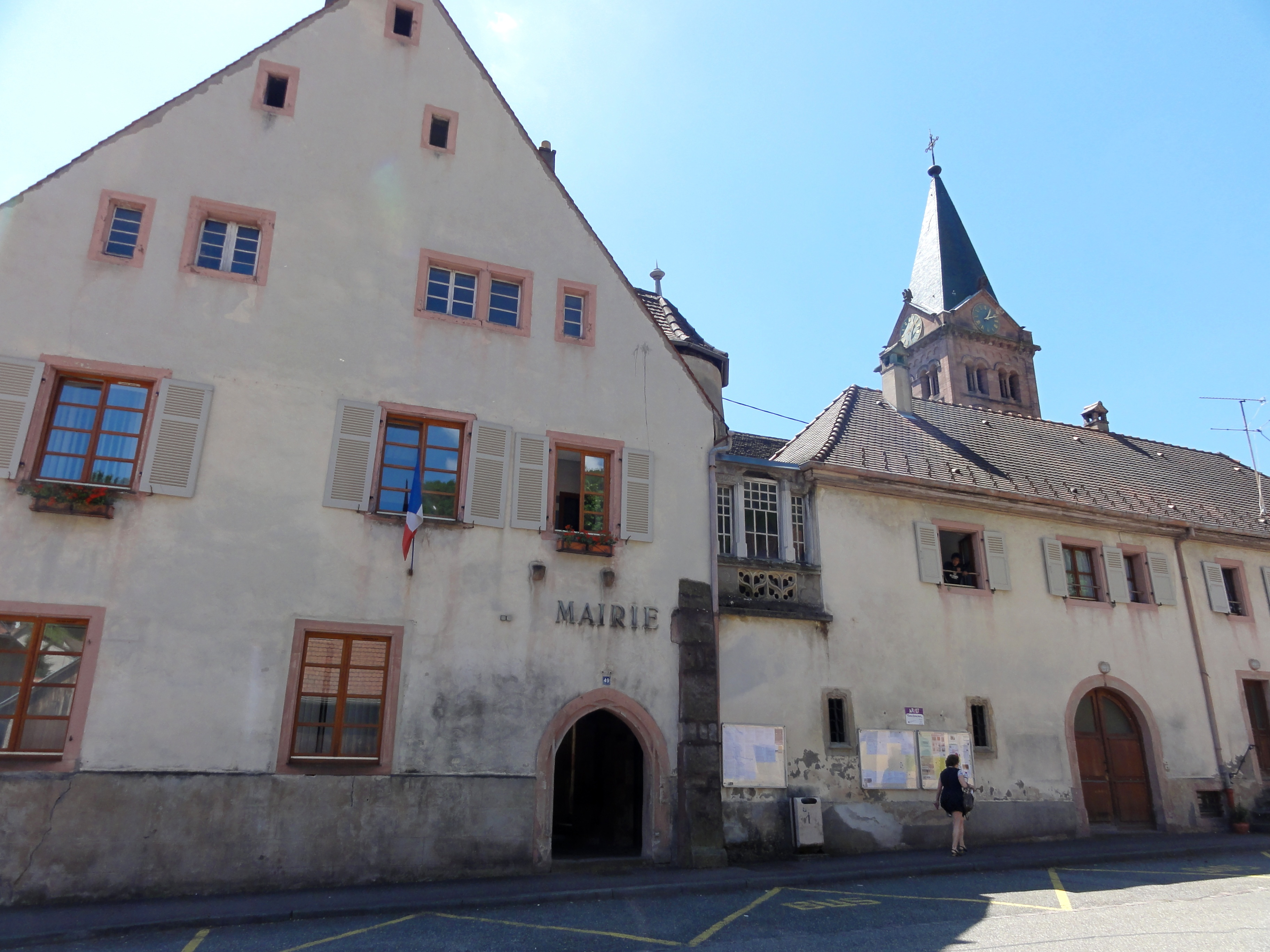
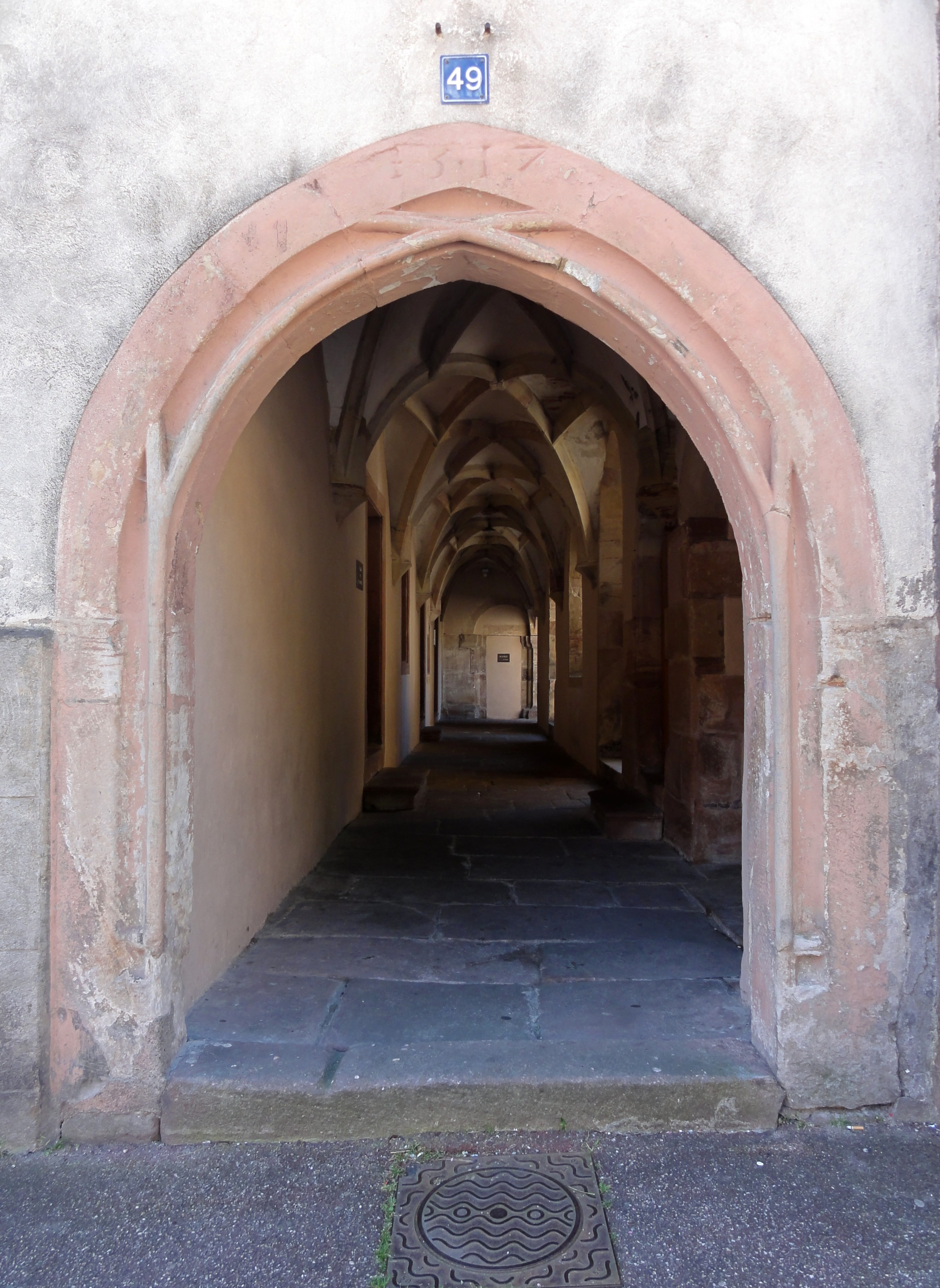
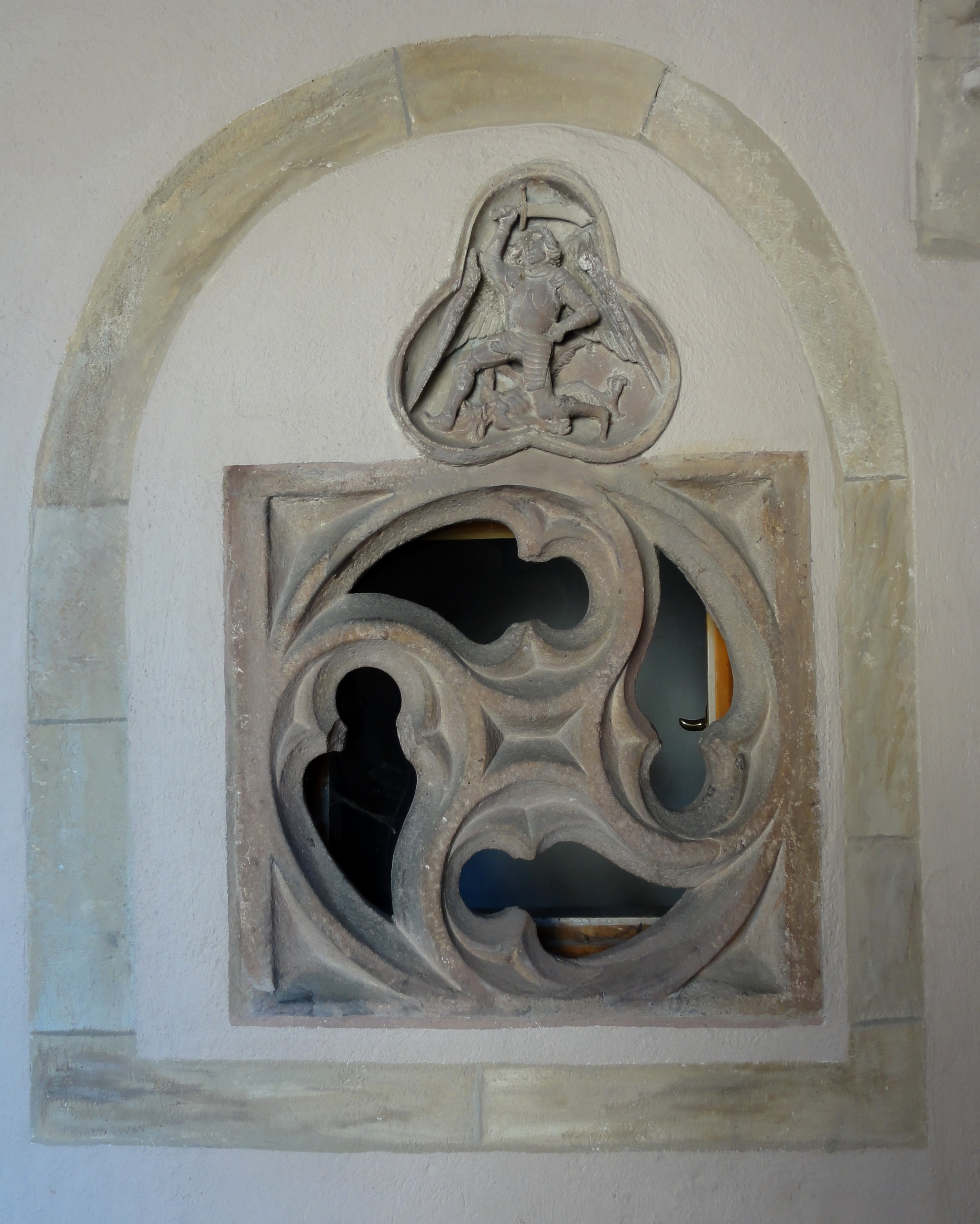